# Sistema de Gestão de Mergulho Profissional

## Introduçao
A actividade de mergulho profissional requer o cumprimento de regras e normas perfeitamente estabelecidas.
Normalmente esta actividade é supervisionada por um mergulhador chefe, designado normalmente como supervisor de mergulho. O supervisor de mergulho deve controlar permanentemente todas as operações e tomar as devidas precauções aplicáveis às circunstâncias, para a segurança dos mergulhadores. Com base em tabelas de mergulho da United States Navy (USNavy rev6), Marinha Francesa (MN90) ou outras, decide face à profundidade, qual a duração de um trabalho subaquático, os níveis dos patamares de descompressão, bem como o tempo a permanecer em cada um deles.
Esta supervisão tem em vista a segurança do mergulhador relativamente à exposição ao nitrogénio ou a outros gases inertes e a sua consequente absorção pelos tecidos do corpo humano, a quantidade total de nitrogénio absorvido é tanto maior, quanto maior for a profundidade e duração do mergulho. Deve também garantir que, no fim do trabalho, a subida se faça a uma velocidade controlada, garantindo que sejam efectuadas paragens, para que a descompressão gradual e progressiva da carga gasosa, até se atingirem níveis seguros de Concentração Residual de nitrogénio ou outros gases inertes nos tecidos do corpo humano, de forma a evitar embolia gasosa arterial ou barotraumas.

## Métodos usados
O supervisor de mergulho, assegura ainda que a pressão de fornecimento de gás para respiração, iguala a pressão exercida pela água à profundidade de trabalho sobre o mergulhador. Mantém ainda comunicações áudio, via intercomunicador, entre a superfície e o mergulhador.
As tabelas usadas, foram criadas e aceites por várias entidades, baseadas em modelos matemáticos criados desde Haldane 1908, Workman 1965, Lewis and Shreeves 1993, sendo a tabela da USNAVY, na sua versão mais recente, uma das mais utilizadas e referida no US Navy Diving Manual Rev. 6 de Abril 2008.
Durante o planeamento das operações de mergulho o supervisor define o tipo de mergulho e qual a tabela a usar.
Existem diferentes tipos de mergulhos: sem descompressão, quando a profundidade é inferior a 6,1 metros (20 pés); mergulhos com descompressão, até à profundidade máxima de 58,2 metros (190 pés); e mergulhos repetitivos quando o espaço de tempo decorrido entre mergulhos é inferior a 12 horas.
Para tempos de mergulho superiores aos tabelados, são considerados mergulhos de exposição excessiva e não podem ser praticados nas condições normais, passam assim a denominar-se mergulhos em saturação.